# Tanambao Daoud
Tanambao Daoud est une commune rurale malgache, située dans la partie centre-est de la région de Sava.